# Dithecodes delicata
Dithecodes delicata là một loài bướm đêm trong họ Geometridae.